# Ливингстон, Гарри
Гарри Ливингстон (англ. Harry Livingston) или Гарри Аллен (англ. Harry Allen) (имя при рождении Нелл Пикерелл (англ. Nell Pickerell); 1882; Вашингтон, США — 27 декабря 1922; Сиэтл, Вашингтон, США) — американский трансгендерный мужчина, с Тихоокеанского Северо-запада (англ. Pacific Northwest), который с 1900 года до своей смерти в 1922 году был объектом внимания местных и национальных газет. Газеты освещали его маргинальный образ жизни и правонарушения, такие как проституция и преступления, связанные с алкоголем.
Гарри родился в Вашингтоне в семье Роберта П. Пикерелла (англ. Robert P. Pickerell) и Дженни Гордон (англ. Jennie Gordon).
Он привлёк к себе внимание своим категорическим отказом подчиняться социальным требованиям, таким как необходимость носить женскую одежду и вести себя в соответствии с женскими гендерными нормами, чем вызвал резонанс в обществе. Гарри подвергался деднеймингу, несмотря на его прямые слова о том, что это для него оскорбительно.
С 1900 года по 1911 год он носил имя Гарри Ливингстон, а затем взял имя Гарри Аллен.
Аллен умер от сифилитического менингита в 1922 году в возрасте 40 лет.

## Газетные статьи
- In Male Attire; "Harry Livingston" Says She Will Wear Them. A Masquerading Girl Gave the Police a Good Run Last Night. May Go to Nome., Seattle Daily Times, p. 7, 1900-04-20
- This Girl Refuses to Wear Skirts; Nellie Pickerell Acts, Talks and Dresses Like a Man, and says She Ought to Have Been One, The Boston Post, p. 15, 1900-04-30
- Goes By The Name Of Harry; Nell Pickerell and Her Peculiar Mania; She is Ashamed of Her Sex— Arrested This Morning on the Charge of Theft, Seattle Daily Times, p. 5, 12 октября 1901
- Suicide Ends the Love Affair, San Francisco Call, vol. 91, no. 26, 26 декабря 1901
- Police Briefs, Seattle Daily Times, p. 7, 9 января 1902
- Nell Pickerell In Court; Her Trial for Throwing a Spittoon at a Saloon Man Is Continued, Seattle Daily Times, p. 14, 4 августа 1902
- Girl Tries To End Her Life; Pearl Waldron Falls in Love With Notorious Nell Pickerell, Seattle Daily Times, p. 3, 4 ноября 1903
- Shoots Herself In The Chest; Pretty Young Woman of Seattle Attempts Suicide, San Francisco Call, 5 ноября 1903
- Nell Pickerell Again, Seattle Daily Times, p. 17, 10 июля 1904
- Nellie Pickerell Arrested. Woman Dressed in Male Attire Is Again Sent to Jail, Seattle Daily Times, p. 10, 21 июля 1905
- Police Baffled By Silence Of A Nervy Young Woman; Female After Month's Imprisonment; Refuses to Tell What She Knows About Big Robbery, San Francisco Call, vol. 99, no. 83, 21 февраля 1906
- The Notorious Nell Pickerell in Town, The Ellensburgh Capital, Ellensburg, Washington, p. 3, 13 февраля 1900, Дата обращения: 31 июля 2014
- Nell Pickerell Again in Jail, Seattle Daily Times, p. 11, 23 октября 1907
- Nell Pickerell in a Tacoma Strongbox; Girl Who Insists on Wearing Men's Clothes is Believed to be Member of Dangerous Gang, Seattle Daily Times, p. 1, 21 января 1908
- Nell Pickerell Tended Bar in Montana Town; Seattle Woman Appears in Men's Clothes Because She Says Her Features Make it Possible, Seattle Daily Times, p. 5, 1908-04-27
- How Catherine Madden Fell Victim to Strong Drink; Why Nell Pickerell Will Not Wear Women's Clothing, The Spokesman-Review, 22 октября 1911, Дата обращения: 31 июля 2014
- Nell Pickerell Returning to Jail, The Spokesman-Review, p. 3, 15 ноября 1911, Дата обращения: 31 июля 2014
- Nell Pickerell Denies Her Sex; Woman Who Dresses in Male Attire Starts Story She is a "Real Man"; Rumor Causes Sensation; Sheriff Stone Brands Statement an Untrue Fabrication Result of Liquor, The Spokesman-Review, p. 4, 22 ноября 1911, Дата обращения: 31 июля 2014
- Trousered Woman Bites Policeman, Seattle Daily Times, p. 2, 22 июля 1915
- Nell Pickerell Stabbed, Seattle Daily Times, p. 5, 27 сентября 1916
- Nell Pickerell is Stabbed by Father; Woman Who Masqueraded Here as Man Hurt in Row With Parent at Seattle, Spokane Daily Chronicle, p. 13, 28 сентября 1916, Дата обращения: 31 июля 2014
- Nell Pickerell Asks for $50 Pay For Services, Seattle Daily Times, p. 19, 1 июля 1917
- PICKERELL — Funeral services for Nell Pickerell will take place from the Butterworth mortuary, 1921 First Ave., Saturday, Dec. 30, at 4 p. m. All friends invited. Cremation., Seattle Daily Times, p. 15, 28 декабря 1922
- Nell Pickerell is Dead; Masqueraded as Man, Attracting Attention Here, Seattle Daily Times, p. 11, 28 декабря 1922